# Plagiochasma japonicum
Plagiochasma japonicum là một loài rêu trong họ Aytoniaceae. Loài này được Stephani C. Massal. mô tả khoa học đầu tiên năm 1897.